# Nicky, Ricky, Dicky és Dawn
A Nicky, Ricky, Dicky és Dawn (eredeti cím: Nicky, Ricky, Dicky & Dawn) 2014 és 2018 között vetített  amerikai televíziós vígjátéksorozat, amelyet Matt Fleckenstein alkotott.
A sorozat producerei Barbara Brace, Andrew Hill Newman, Sarah Jane Cunningham és Suzie V. Freeman. A főszerepben Lizzy Greene, Casey Simpson, Mace Coronel, Aidan Gallagher, Allison Munn és Brian Stepanek láthatók. A zeneszerzői Chris Lee és Scott Clausen. A sorozat a Nickelodeon Productions gyártásában készült, forgalmazója a Nickelodeon.
A sorozatot az Egyesült Államokban 2014. szeptember 13-án mutatták be a Nickelodeonon. Magyarországon 2015. szeptember 21-én mutatták be szintén a Nickelodeonon. Magyarországon az M2 is bemutatta 2019. január 5-én, a TeenNick pedig 2022. július 25-én mutatja be.

## Ismertető
A történet a 10-14 éves  négyesikrekről, Nickyről, Rickyről, Dickyről és Dawnról szól. Dawn Harper küzd azzal, hogy mindent meg kell osztania testvéreivel, de kezdi ezt megszokni. Mae, Dawn legjobb barátja (ebből adódóan ő az "ötödik iker").

## Szereplők
| Szereplő      | Szinész                   | Magyar hang                                     |
| ------------- | ------------------------- | ----------------------------------------------- |
| Nicky Harper  | Aidan Gallagher           | Pál Dániel Máté                                 |
| Ricky Harper  | Casey Simpson             | Berecz Kristóf Uwe                              |
| Dicky Harper  | Mace Coronel              | Nagy Gereben                                    |
| Dawn Harper   | Lizzy Greene              | Gyarmati Laura                                  |
| Tom Harper    | Brian Stepanek            | Széles Tamás                                    |
| Anne Harper   | Allison Munn              | Dögei Éva                                       |
| Mae Valentine | Kyla-Drew Simmons         | Nagy Blanka (1. évad) Hermann Lilla (2-4. évad) |
| Josie         | Gabrielle Elyse (1. évad) | Nagy Katica                                     |

## Epizódok (nem elérhető)
| Évad | Évad | Epizódok | Eredeti sugárzás     | Eredeti sugárzás    | Magyar sugárzás a -on | Magyar sugárzás a -on | Magyar sugárzás a -en | Magyar sugárzás a -en | Magyar sugárzás az -n | Magyar sugárzás az -n |
| Évad | Évad | Epizódok | Évadpremier          | Évadfinálé          | Évadpremier           | Évadfinálé            | Évadpremier           | Évadfinálé            | Évadpremier           | Évadfinálé            |
| ---- | ---- | -------- | -------------------- | ------------------- | --------------------- | --------------------- | --------------------- | --------------------- | --------------------- | --------------------- |
|      | 1    | 20       | 2014. szeptember 13. | 2015. március 24.   | 2015. szeptember 21.  | 2016. január 12.      | 2022. július 25.      | 2023. július 29.      | 2019. január 5.       | TBA                   |
|      | 2    | 25       | 2015. május 23.      | 2016. augusztus 6.  | 2016. május 2.        | 2017. február 6.      | 2022. augusztus 4.    | TBA                   | Nem került adásba     | Nem került adásba     |
|      | 3    | 24       | 2017. január 7.      | 2017. augusztus 5.  | 2017. május 8.        | 2018. január 9.       | 2022. szeptember 26.  | 2024. augusztus 3.    | Nem került adásba     | Nem került adásba     |
|      | 4    | 14       | 2018. január 6.      | 2018. augusztus 22. | 2018. április 23.     | 2018. július 18.      | 2022. október 11.     | 2022. október 20.     | Nem került adásba     | Nem került adásba     |

## Gyártás
Eredetileg csak 13 részre rendelték be 2014. március 13-án, de később megnőtt 20-ra. 2014. november 18-án a sorozatot berendelték egy 2. évadra. 2016. február 9-én a Nickelodeon berendelte a harmadik évadot. 2017. március 20-án a negyedik évadot is berendelték. 2017. november 15-én bejelentették, hogy a negyedik évad lesz az utolsó.

## Díjátadók és jelölések
| Év   | Díjátadó                 | Kategória        | Eredmény |
| ---- | ------------------------ | ---------------- | -------- |
| 2015 | 2015 Kids' Choice Awards | Kedvenc TV műsor | Jelölve  |